# Aliya Boshnak
Aliya Boshnak (arabisch عليا بشناق, DMG ʿAlyā Bušnāq; * 19. Dezember 2000 in Amman) ist eine jordanische Sprinterin, die sich auf den 400-Meter-Lauf spezialisiert hat. Sie ist aktuelle Inhaberin der Landesrekorde über 200 und 400 Meter.

## Sportliche Laufbahn
Erste Erfahrungen bei internationalen Meisterschaften sammelte Aliya Boshnak im Jahr 2016, als sie bei den Hallenasienmeisterschaften in Doha mit 8,27 s in der ersten Runde im 60-Meter-Lauf ausschied und mit der jordanischen 4-mal-400-Meter-Staffel gemeinsam mit Rasem Hashem, Sabrieh Maradat und Ael al-Qadi mit neuem Landesrekord von 4:10,55 min die Bronzemedaille hinter den Teams aus Bahrain und dem Iran gewann. Anschließend schied sie bei den U20-Weltmeisterschaften in Bydgoszcz mit 25,66 s in der Vorrunde über 200 m aus. Im Jahr darauf belegte sie bei den Jugendasienmeisterschaften in Bangkok in 12,49 s den achten Platz im 100-Meter-Lauf und konnte ihren Finallauf über 400 m nicht beenden. Anschließend belegte sie bei den Asienmeisterschaften in Bhubaneswar in 57,33 s den siebten Platz im 400-Meter-Lauf und schied über 100 m mit 12,39 s im Halbfinale aus. Daraufhin gelangte sie bei den U18-Weltmeisterschaften in Nairobi das Halbfinale über 400 m und schied dort mit 57,88 s aus. Mitte September schied sie bei den Asian Indoor & Martial Arts Games in Aşgabat mit 58,80 s im Halbfinale aus und wurde im Staffelbewerb disqualifiziert. 2018 belegte sie bei den Juniorenasienmeisterschaften in Gifu in 25,30 s den achten Platz im 200-Meter-Lauf und gelangte mit 56,22 s auf Rang sechs. Zudem wurde sie in der 4-mal-100-Meter-Staffel in 48,81 s den vierten Platz. Im selben Jahr begann sie ein Studium an der renommierten Yale University und 2021 startete sie dank einer Wildcard über 400 m bei den Olympischen Sommerspielen in Tokio und wurde dort im Vorlauf disqualifiziert.
2022 schied sie bei den Islamic Solidarity Games in Konya mit 12,01 s und 24,73 s jeweils in der ersten Runde über 100 und 200 Meter aus und im Jahr darauf belegte sie bei den Panarabischen Spielen in Algier in 25,84 s den achten Platz über 200 Meter und gelangte mit 57,23 s auf Rang sieben über 400 Meter. Anschließend schied sie bei den Asienmeisterschaften in Bangkok mit 57,22 s im Vorlauf über 400 Meter aus und kam auch über 200 Meter mit 25,60 s nicht über die erste Runde hinaus.

## Persönliche Bestleistungen
- 100 Meter: 12,12 s (+1,3 m/s), 27. Mai 2021 in Gliwice
  - 60 Meter (Halle): 7,89 s, 7. Dezember 2019 in New Haven
- 200 Meter: 24,64 s, 22. April 2018 in Amman (jordanischer Rekord)
  - 200 Meter (Halle): 25,32 s, 24. Januar 2020 in Boston
- 400 Meter 55,38 s, 12. Juli 2017 in Nairobi (jordanischer Rekord)
  - 400 Meter (Halle): 56,46 s, 14. Februar 2020 in Boston